# Clossiana alaskensis
Clossiana alaskensis är en fjärilsart som beskrevs av Lehmann 1913. Clossiana alaskensis ingår i släktet Clossiana och familjen praktfjärilar. Inga underarter finns listade i Catalogue of Life.